# Hamlin (Texas)
Hamlin es una ciudad ubicada en el condado de Jones en el estado estadounidense de Texas. En el Censo de 2010 tenía una población de 2.124 habitantes y una densidad poblacional de 154,79 personas por km².

## Geografía
Hamlin se encuentra ubicada en las coordenadas 32°53′24″N 100°7′57″O / 32.89000, -100.13250. Según la Oficina del Censo de los Estados Unidos, Hamlin tiene una superficie total de 13.72 km², de la cual 13.69 km² corresponden a tierra firme y (0.21%) 0.03 km² es agua.

## Demografía
Según el censo de 2010, había 2.124 personas residiendo en Hamlin. La densidad de población era de 154,79 hab./km². De los 2.124 habitantes, Hamlin estaba compuesto por el 77.97% blancos, el 8% eran afroamericanos, el 1.04% eran amerindios, el 0.56% eran asiáticos, el 0% eran isleños del Pacífico, el 10.5% eran de otras razas y el 1.93% pertenecían a dos o más razas. Del total de la población el 28.58% eran hispanos o latinos de cualquier raza.